# Campello (Tessin)
Pour les articles homonymes, voir Campello.
Campello est une ancienne commune suisse du canton du Tessin, située dans le district de Léventine.
Elle a été incluse le 1er avril 2012 dans la commune de Faido, tout comme les communes de Calpiogna, Anzonico, Cavagnago, Chironico, Mairengo et Osco.